# Округ Кас (Мичиген)
Округ Кас (енгл. Cass County) је округ у америчкој савезној држави Мичиген.

## Демографија
По попису из 2010. године број становника је 52.293, што је 1.189 (2,3%) становника више него 2000. године.
| Група             | 2000.          | 2010.          |
| Белци             | 45.069 (88,2%) | 45.704 (87,4%) |
| Афроамериканци    | 3.127 (6,1%)   | 2.821 (5,4%)   |
| Азијати           | 275 (0,5%)     | 339 (0,6%)     |
| Хиспаноамериканци | 1.233 (2,4%)   | 1.570 (3,0%)   |
| Укупно            | 51.104         | 52.293         |